# Sumbwa (langue)
Pour les articles homonymes, voir Sumbwa.
Le sumbwa est une langue bantoue de Tanzanie parlée par la population sumbwa.